# Dave Willis
David Roger Willis, detto Dave (Wichita Falls, 2 maggio 1970), è un doppiatore, sceneggiatore e produttore televisivo statunitense.
È noto soprattutto per essere il co-creatore delle serie animate Aqua Teen Hunger Force, dove ha interpretato Polpetta e Carl, e Squidbillies di Adult Swim. Inoltre è il doppiatore di Barry Dylan in Archer, dove è entrato a far parte del cast principale dall'ottava stagione, e Leto Otel in Ballmastrz: 9009.
I suoi lavori prevalgono, per la maggior parte di essi, nel genere dell'humour surreale.

## Biografia
Dave Willis è nato a Wichita Falls, in Texas, dalla madre Sharon Dean Willis e dal padre Roger Joseph Willis, ed è cresciuto a Conyers, in Georgia. Qui ha frequentato la Heritage High School, dove ha conosciuto Jim Fortier e il suo compagno di stanza Daniel McDevitt. Più tardi si è laureato all'università privata Wake Forest University di Winston-Salem in Carolina del Nord. Mentre conseguiva la laurea, Willis è diventato manager della stazione radio Wake Radio. Nel 1995 è tornato a vivere ad Atlanta.
Dopo il college ha fatto diversi lavori saltuari per circa tre anni prima di lavorare come marinario in Alaska e nel 1992 in un fiume del Mississippi per circa sei mesi, diventando poi lavoratore nella stazione sciistica del Parco nazionale di Yellowstone.
Ha avuto una fidanzata di nome Hayden Ward, che ha fatto dei cameo televisivi durante i lavori di Willis all'epoca, tuttavia si sono lasciati successivamente. Dal 2001 è sposato con Lisa Willis, con la quale hanno avuto due figli. Ha avuto un gatto di nome Gern. Nel tempo libero suona la chitarra acustica.
Tra le opere televisive che ammira sono presenti Un colpo da dilettanti, Il Padrino, I Soprano e Patriot. La sua band preferita sono i Pavement. Il suo "marchio" di umorismo è stato ispirato da Saturday Night Live, I Simpson, Mr. Show with Bob and David, i Monty Python e altri.

### Carriera

#### Space Ghost Coast to Coast
Willis ha iniziato la sua carriera televisiva nel 1995 quando è stato assunto come assistente di produzione da Andy Merrill alla Williams Street (allora nota come Ghost Planet Industries), dopo aver mandato loro una lettera ironica scritta a pastelli nei panni di un bambino che lo reindirizzava. Ha lavorato inizialmente per la serie animata Cartoon Planet di TBS e Cartoon Network e successivamente per Space Ghost Coast to Coast di quest'ultima rete televisiva. Qui ha conosciuto Adam Reed e Matt Thompson che lo hanno introdotto a Merrill, condividendo la scrivania con lui dove ha iniziato a scrivere e produrre i suoi primi script. Nello stesso anno ha conosciuto anche il suo futuro frequente collaboratore e amico Matt Maiellaro. Nel 1996 ha lavorato con Matt Harrigan ed è diventato sceneggiatore per Space Ghost Coast to Coast, prestando la voce occasionalmente nei suoi lavori. Ha conosciuto più tardi Mike Lazzo e Keith Crofford.

### Dal 2000 al 2010

#### Aqua Teen Hunger Force e Squidbillies
Nel 2000, insieme a Maiellaro, ha presentato l'episodio pilota Rabbot di Aqua Teen Hunger Force che è stato trasmesso nel dicembre dello stesso anno. Nel 2001, in seguito al debutto del programma contenitore Adult Swim, in onda a tarda notte su Cartoon Network, Aqua Teen Hunger Force è stato rinnovato dalla rete e Willis ha continuato a lavorare alla serie, oltre ad aver sceneggiato episodi per la serie animata Sealab 2021. Nel 2002 ha co-sceneggiato un episodio di The Brak Show, mentre nel 2003 ha partecipato ad un documentario di VH1 Goes Inside in merito ad Adult Swim. Nel 2004 ha partecipato alla sceneggiatura dello special televisivo Adult Swim Brain Trust (noto anche come Anime Talk Show), ha creato l'episodio pilota fallito Spacecataz basato su Aqua Teen Hunger Force (mostrato sotto forma di introduzioni durante il corso della terza stagione della serie e pubblicato interamente nei DVD) ed è il doppiatore di Coiffio in Perfect Hair Forever, oltre ad aver fatto un cameo vocale nell'adattamento americano dell'anime 2x2 = Shinobu-den.
Nel 2005 ha co-creato Squidbillies insieme a Jim Fortier, il cortometraggio Raydon insieme a Maiellaro, ha prestato la voce originale di Rhoda in 12 oz. Mouse, è consulente creativo per Stroker & Hoop e ha fatto un cameo vocale nell'adattamento in lingua di Basilisk: I segreti mortali dei ninja. Nel 2006, Willis ha fatto dei cameo vocali in Basilisk: The Beginning, Minoriteam e Frisky Dingo.
Aqua Teen Hunger Force Colon Movie Film for Theaters e Aqua Teen Hunger Force Zombie Ninja Pro-Am
Nel 2007, insieme a Maiellaro, ha creato il lungometraggio Aqua Teen Hunger Force Colon Movie Film for Theaters, il videogioco Aqua Teen Hunger Force Zombie Ninja Pro-Am per Playstation 2 e Carl's Stone Cold Lock of the Century of the Week, spin-off di Aqua Teen Hunger Force basato sul personaggio Carl Brutananadilewski. Quello stesso anno è apparso nel talk show Up Close with Carrie Keagan. Tra il 2008 e il 2011, lui e Maiellaro hanno creato una trilogia di cortometraggi: Terror Phone, Terror Phone II: The Legend of Rakenstein e Terror Phone III: R3-D1AL3D. Nel 2008 ha co-diretto il programma televisivo in due puntate Young Person's Guide to History con Peter Girardi

#### Cheyenne Cinnamon and the Fantabulous Unicorn of Sugar Town Candy Fudge
Nel 2010, Willis e Matt Harrigan hanno creato l'episodio pilota Cheyenne Cinnamon and the Fantabulous Unicorn of Sugar Town Candy Fudge ed è diventato inoltre il doppiato del personaggio Barry Dylan nella serie animata Archer di FX ed FXX.

### Dal 2011 al 2020
Your Pretty Face Is Going to Hell  e Soul Quest Overdrive
Nel 2011, insieme ad Harrigan, hanno creato l'episodio pilota Duckworth per Adult Swim. Nello stesso anno, Willis ha co-creato l'episodio pilota di Your Pretty Face Is Going to Hell e di Major Lazer con Casper Kelly e la serie animata Soul Quest Overdrive (spin-off di Aqua Teen Hunger Force) con Maiellaro. Nel 2012 ha scritto un libro per bambini assieme a Bob Pettitt (animatore di Aqua Teen Hunger Force) intitolato Monster Christmas, illustrato da Ben Boling e pubblicato da Shake Table il 1º novembre 2012. Nel 2013, con Your Pretty Face Is Going to Hell rinnovato dalla rete, Willis ha continuato a lavorare alla serie con Kelly fino al 2019; inoltre ha prestato la voce di Carl di Aqua Teen Hunger Force nel videogioco Grand Theft Auto V durante la stazione radio Flylo FM. Un anno dopo è consulente sceneggiatore e creativo rispettivamente per i cortometraggi The Birth of Captain Murphy e Too Many Cooks, oltre ad aver prestato la voce a Marty in Turbo Fast di Netflix e nuovamente a Coiffio nell'ultimo episodio di Perfect Hair Forever.
Nel 2015 diventa il doppiatore originale di Landlord in Talking Tom and Friends, mentre nel 2016 interpreta l'agente Smoltz nel lungometraggio Frankenstein Created Bikers ed è doppiatore di Timmy in Nerdland, di un poliziotto nella serie televisiva Atlanta di FX e di Andy DeMajo in Steven Universe di Cartoon Network. Nel 2017 ha co-creato Pregame Prognostifications from the Pigskin Wyzzard, spin-off di Aqua Teen Hunger Force, e ha prestato la voce nella serie animata Benvenuti al Wayne di Nickelodeon e Nicktoons. Nel 2018 ha interpretato Joe nel lungometraggio Poor Jane, è doppiatore di Leto Otel in Ballmastrz: 9009 ed è consulente creativo per il corto Final Deployment 4: Queen Battle Walkthrough. Nel 2020 presta la voce originale nel cortometraggio Lusty Crest e nel lungometraggio Trash - La leggenda della piramide magica nei panni di un guaritore.

### Dal 2021
Nel 2021, Willis ha rivelato di star lavorando ad un episodio pilota commedia per Comedy Central intitolato Rings Bells, descritto come un "western futuristico". A novembre 2022 ha rivelato che il pilota ha terminato la fase di produzione e che vede la partecipazione di Sam Richardson, Dan Fogler, Natalie Morales, Johnny Pemberton e James Austin Johnson.
A giugno 2023 ha affermato che durante la pandemia di COVID-19, lui, Matt Maiellaro e Matt Harrigan hanno presentato uno schema scritto per un lungometraggio basato su Space Ghost Coast to Coast.

## Filmografia

### Attore

#### Cinema
- Frankenstein Created Bikers, regia di James Bickert (2016)
- Nerdland, regia di Chris Prynoski (2016)
- Poor Jane, regia di Katie Orr (2017)

#### Televisione
- Think Talk - serie TV (2013)
- Your Pretty Face Is Going to Hell - serie TV, 5 episodi (2015-2019)
- The Walking Dead - serie TV, 1 episodio (2022)

#### Cortometraggi
- Raydon, regia di Matt Maiellaro e Dave Willis (2005)
- Lusty Crest, regia di Kati Skelton (2020)

### Sceneggiatore
- Space Ghost Coast to Coast - serie animata, 33 episodi (1996-2004)
- Cartoon Planet - serie animata, 22 episodi (1997-1998)
- Aqua Teen Hunger Force - serie animata, 139 episodi (2000-2015)
- Sealab 2021 - serie animata, 6 episodi (2001-2002)
- The Brak Show - serie animata, 1 episodio (2002)
- Anime Talk Show - speciale (2004)
- Spacecataz - serie animata (2004)
- Raydon, regia di Matt Maiellaro e Dave Willis (2005)
- Squidbillies - serie animata, 132 episodi (2005-2021)
- Aqua Teen Hunger Force Colon Movie Film for Theaters, regia di Matt Maiellaro e Dave Willis (2007)
- Aqua Teen Hunger Force Zombie Ninja Pro-Am - videogioco (2007)
- Carl's Stone Cold Lock of the Century of the Week - serie animata, 47 episodi (2007-2016)
- Terror Phone, regia di Matt Maiellaro e Dave Willis (2008)
- Cheyenne Cinnamon and the Fantabulous Unicorn of Sugar Town Candy Fudge, regia di Dave Willis e Matt Harrigan (2010)
- Terror Phone II: The Legend of Rakenstein, regia di Matt Maiellaro e Dave Willis (2010)
- I Griffin - serie animata, 1 episodio (2011)
- Duckworth, regia di Dave Willis e Matt Harrigan (2011)
- Your Pretty Face Is Going to Hell - film TV, regia di Dave Willis (2011)
- Terror Phone III: R3-D1AL3D, regia di Matt Maiellaro e Dave Willis (2011)
- Major Lazer - film TV, regia di Casper Kelly, Chris Prynoski e Dave Willis (2011)
- Your Pretty Face Is Going to Hell - serie animata, 42 episodi (2013-2019)
- Pregame Prognostifications from the Pigskin Wyzzard - serie animata, 20 episodi (2017-2018)
- AquaDonk Side Pieces – serie animata (2022)
- Aqua Teen Forever: Plantasm, regia di Matt Maiellaro e Dave Willis (2022)

### Produttore
- Space Ghost Coast to Coast - serie animata, 21 episodi (1996-2003)
- Aqua Teen Hunger Force - serie animata, 102 episodi (2000-2015)
- Spacecataz - serie animata (2004)
- Squidbillies - serie animata, 132 episodi (2005-2021)
- Perfect Hair Forever - serie animata, 5 episodi (2005)
- Aqua Teen Hunger Force Colon Movie Film for Theaters, regia di Matt Maiellaro e Dave Willis (2007)
- Carl's Stone Cold Lock of the Century of the Week - serie animata, 46 episodi (2007-2016)
- Your Pretty Face Is Going to Hell - film TV, regia di Dave Willis (2011)
- Major Lazer - film TV, regia di Casper Kelly, Chris Prynoski e Dave Willis (2011)
- Your Pretty Face Is Going to Hell - serie animata, episodio 2x11 (2015)

### Doppiatore
- Space Ghost Coast to Coast - serie animata, 21 episodi (1996-2003)
- Aqua Teen Hunger Force - serie animata, 139 episodi (2000-2015)
- The Brak Show - serie animata, 3 episodi (2002-2003)
- Sealab 2021 - serie animata, 5 episodi (2001-2003)
- ChalkZone - serie animata, 1 episodio (2004)
- Anime Talk Show - speciale (2004)
- Spacecataz - serie animata (2004)
- 2x2 = Shinobu-den - serie animata, 10 episodi (2004)
- Perfect Hair Forever - serie animata, 9 episodi (2004-2014)
- Squidbillies - serie animata, 107 episodi (2005-2021)
- 12 oz. Mouse - serie animata, 7 episodi (2005)
- Basilisk: I segreti mortali dei ninja - serie animata, 1 episodio (2005)
- Minoriteam - serie animata, 1 episodio (2006)
- Frisky Dingo - serie animata, 1 episodio (2006)
- Aqua Teen Hunger Force Colon Movie Film for Theaters, regia di Matt Maiellaro e Dave Willis (2007)
- Aqua Teen Hunger Force Zombie Ninja Pro-Am - videogioco (2007)
- Carl's Stone Cold Lock of the Century of the Week - serie animata, 46 episodi (2007-2016)
- Archer - serie animata, 28 episodi (2010-2021)
- Grand Theft Auto V - videogioco (2013)
- Turbo FAST - serie animata, 2 episodi (2014-2015)
- Talking Tom and Friends - serie animata, 19 episodi (2015-2020)
- Atlanta - serie TV, 1 episodio (2016)
- Steven Universe - serie animata, 2 episodi (2016-2017)
- Benvenuti al Wayne - serie animata, 15 episodi (2017-2019)
- Pregame Prognostifications from the Pigskin Wyzzard - serie animata, 20 episodi (2017-2018)
- Ballmastrz: 9009 - serie animata, 20 episodi (2018-2020)
- Trash - La leggenda della piramide magica, regia di Francesco Dafano e Luca Della Grotta (2020)
- Poorly Drawn Lines - serie animata, 1 episodio (2021)
- AquaDonk Side Pieces – serie animata, 8 episodi (2022)
- Aqua Teen Forever: Plantasm, regia di Matt Maiellaro e Dave Willis (2022)

## Doppiatori italiani
Da doppiatore è sostituito da:
- Gianluca Machelli in Aqua Teen Hunger Force
- Dario Oppido in Aqua Teen Hunger Force
- Giuliano Bonetto in Aqua Teen Hunger Force
- Francesco Bulckaen in Archer
- Alessio Cigliano in Archer
- Emiliano Reggente in Steven Universe
- Graziano Galoforo in Benvenuti al Wayne
- Nicola Braile in Talking Tom and Friends

## Premi e riconoscimenti
Annie Awards
- 2012 - Nomination per la scrittura in una produzione televisiva per Aqua Teen Hunger Force

Behind the Voice Actors Awards
- 2013 - Miglior insieme vocale in una serie televisiva - Commedia/Musical per Archer